# Молочково-Дубенець
Молочково-Дубенець (рос. Молочково-Дубенец) — присілок в Печорському районі Псковської області Російської Федерації.
Населення становить 10 осіб. Входить до складу муніципального утворення Крупська волость.

## Історія
Від 2015 року входить до складу муніципального утворення Крупська волость.

## Населення
| 2001 | 2002 | 2010 |
| ---- | ---- | ---- |
| 11   | ↗13  | ↘10  |